# شهرستان قروه
شهرستان قُروِه یکی از شهرستان‌های استان کردستان در غرب ایران است مرکز این شهرستان شهر قروه است و از شهرهای  تاریخی فرهنگی ایران به‌شمار می‌آید.

## موقعیت جغرافیایی
شهرستان قروه درجنوب شرق استان کردستان قرار گرفته که از شمال با شهرستان بیجار و از غرب با شهرستان دهگلان و از شرق با شهرستان‌های کبودرآهنگ و شهرستان بهار و شهرستان اسدآباد واقع در استان همدان و از جنوب با شهرستان سنقر واقع در استان کرمانشاه همسایه است.

## جمعیت
جمعیت این شهرستان بر طبق سرشماری سال ۱۳۹۵ برابر با۱۴۰٬۱۹۱ نفر بوده‌است  که از این تعداد۹۴٬۴۰۰ نفر در شهر و ۴۵٬۷۹۱ نفر در روستا زندگی می‌کنند.

## مردم
مردم شهرستان قروه به دو زبان کردی و ترکی تکلم می‌کنند بیش از ۹۸ درصد جمعیت این شهر را کرد های سورانی تشکیل می‌دهند.
این شهرستان دارای دشت‌های هموار و مسطحی است و در مسیر راه ارتباطی زمینی بین کشور عراق و ترکیه قرار گرفته‌است.  این شهرستان علاوه بر جاذبه‌های گردشگری و بکر دارای مراکز خرید می‌باشد و نسبت به روستاهای اطراف خود شهری توسعه یافته به‌شمار می‌رود.

## پیشینه تاریخی
محدودهٔ کنونی شهرستان قروه از قرن نهم به بعد به عنوان بخشی از قلمرو علی شکر معروف بوده‌است. علی شکر از امرای جهانشاه میرزا قراقوینلو بوده‌است بلوک اسفند آباد شهرستان قروه کنونی در دورهٔ حکومت قراقویونلوها بخشی از قلمرو علی شکر محسوب بوده. علت نام گذاری منطقه حد فاصل ساوه وهمدان وزنجان وسنندج را به عنوان قلمرو علی شکر را باید بواسطه خاستگاه‌های بزرگ‌ترین و نامدارترین امیر ایل بهارلو امیر علی شکر دانست. توجه به موقعیت ویژه و اهمیت خاصّ ایل بهارلو در نزد قراقویونلوها و ریاست این فرد بر آن ایل به خوبی می‌تواند مبین اهمیت و اعتبار او باشد. از مراحل نخستین زندگی او اطلاعی در دست نیست؛ ولی در منابع وی را فرزند الف قرابیگ بن بیرم قرابیگ نوشته‌اند.
مستندات تاریخی نشانگر آن است که قروه نه تنها به عنوان یک شهر در دوره قاجاریه مطرح نبوده بلکه مراکز جمعیتی روستایی دیگری که در اطراف آن وجود داشته مانند روستای قصلان بدون تردید یک مرکز جمعیتی قدیمی در منطقه محسوب می‌شده و از اهمیت و مرکزیت بیشتری برخوردار بوده‌است رشد و توسعهٔ قروه در مسیر راه ارتباطی همدان به سنندج صورت گرفته‌است. قرائن تاریخی موید آن است که این روند از اواخر دورهٔ قاجاریه شروع می‌شود هستهٔ اولیهٔ روستای قروه در کنار چشمهٔ سراب و در ارتفاعات جنوب غربی شکل گرفته‌است این ارتفاعات بر دشت وسیع حاصلخیز شمال و شمال شرقی خود مسلط بوده‌است.

## تقسیمات کشور
شهرستان قروه قبل از تشکیل استان کردستان ودر تقسیمات کشوری سال ۱۳۱۶ وپس از آن بعنوان بخش قروه ومشتمل بر دهستانهای اسفند آباد. ییلاق. چهاردولی. لک وخدابنده لوتحت عنوان بخش قروه یکی از بخشهای شهرستان سنندج از استان پنجم به مرکزیت کرمانشاه بوده تا در سال ۱۳۳۶ با تشکیل استان کردستان به مرکزیت سنندج وشامل شهرستانهای سقز وبیجار وانتزاع آن از استان پنجم پس از یک سال ودر سال ۱۳۳۷ بخشهای مریوان و قروه به شهرستان ارتقا یافتند که شهرستان قروه شامل دوبخش اسفند آبادو ییلاق بوده ودهستان خدابنده لو از قروه منتزع وبه شهرستان همدان در استان پنجم ملحق گردید که بعدها خود همدان نیز ابتدا به فرمانداری کل وسپس استان ارتقا یافت. وهمچنین تعدادی از روستاهای اطراف صلوات آباد نیز از ییلاق منتزع وبه شهرستان سنندج ملحق گرددید. وبا تغییرات جزئی درسالیان بعد شامل انتزاع چند روستا همانند سیاوله یا پشت دربندو خاندانقلی وچشمه منتش والحاق کنگره وکمره وحسین آباد مله ادامه یافته تادر سال ۱۳۸۸ بخش ییلاق از قروه منتزع وبه شهرستان دهگلان شامل بخشهای مرکزی وبلبان آباد ارتقا یافت البته تعداد دوازده روستا نیز از بخش مرکزی قروه منتزع وبه شهرستان دهگلان الحاق گردید.
| بخش                    | دهستان                                           | شهر           |
| ---------------------- | ------------------------------------------------ | ------------- |
| بخش مرکزی شهرستان قروه | دهستان پنجه علی جنوبی دهستان پنجه علی دهستان بدر | قروه          |
| بخش دلبران             | دهستان دلبران دهستان طوغان                       | دلبران مالوجه |
| بخش سریش‌آباد           | دهستان قصلان دهستان لک دهستان یالغوز آغاج        | سریش‌آباد      |
| بخش چهاردولی           | دهستان چهاردولی شرقی دهستان چهاردولی غربی        | دزج           |

## نگارخانه

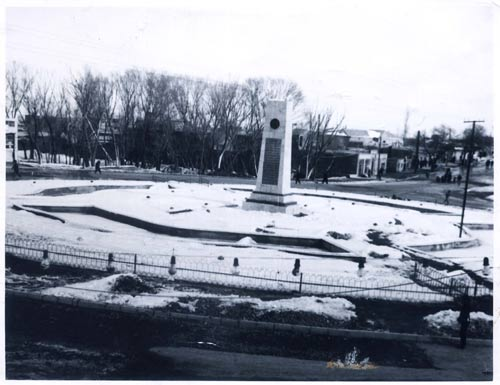
میدان قدیمی قروه
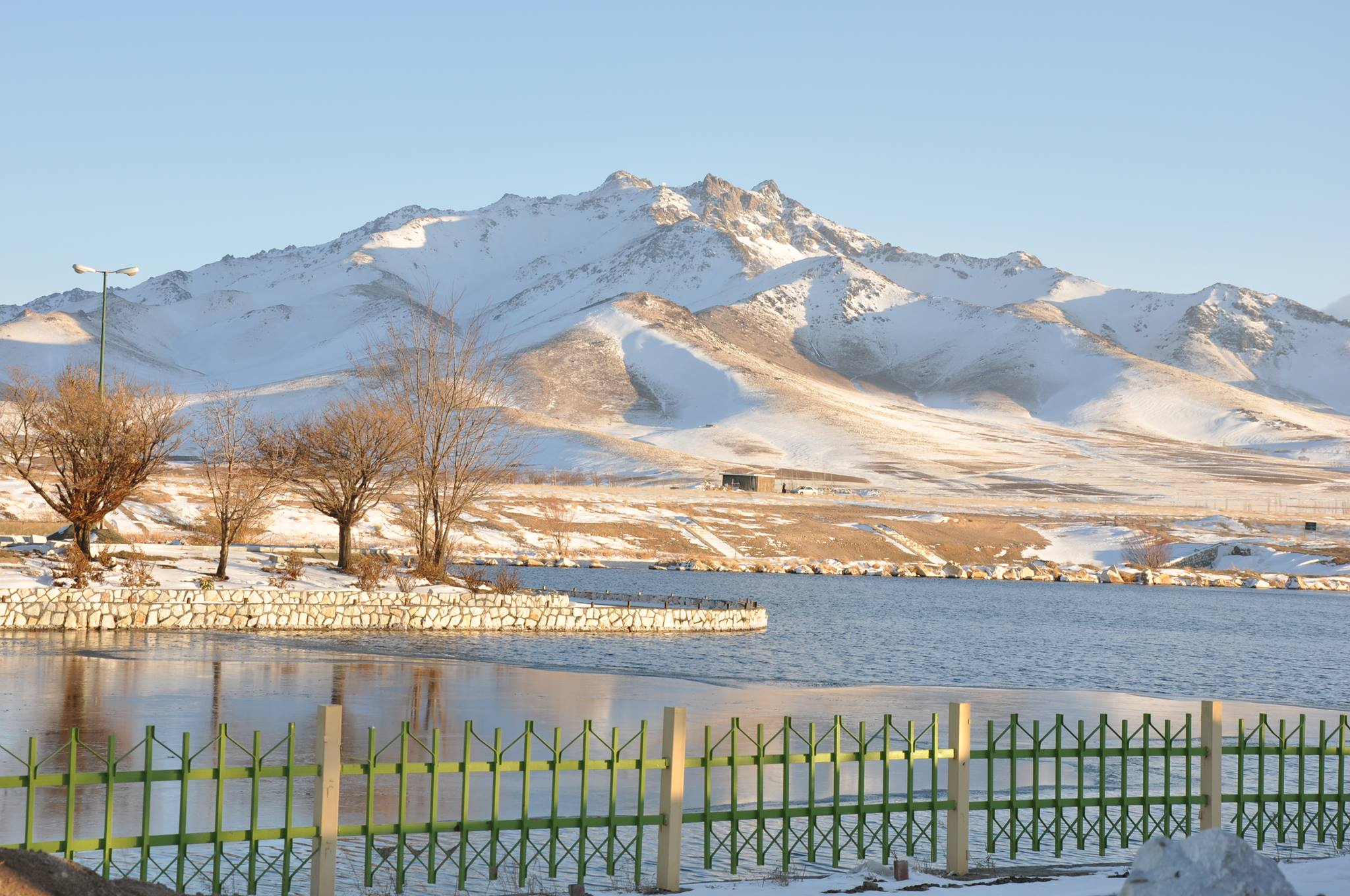
سراب قروه
دریاچه سراب کوثر
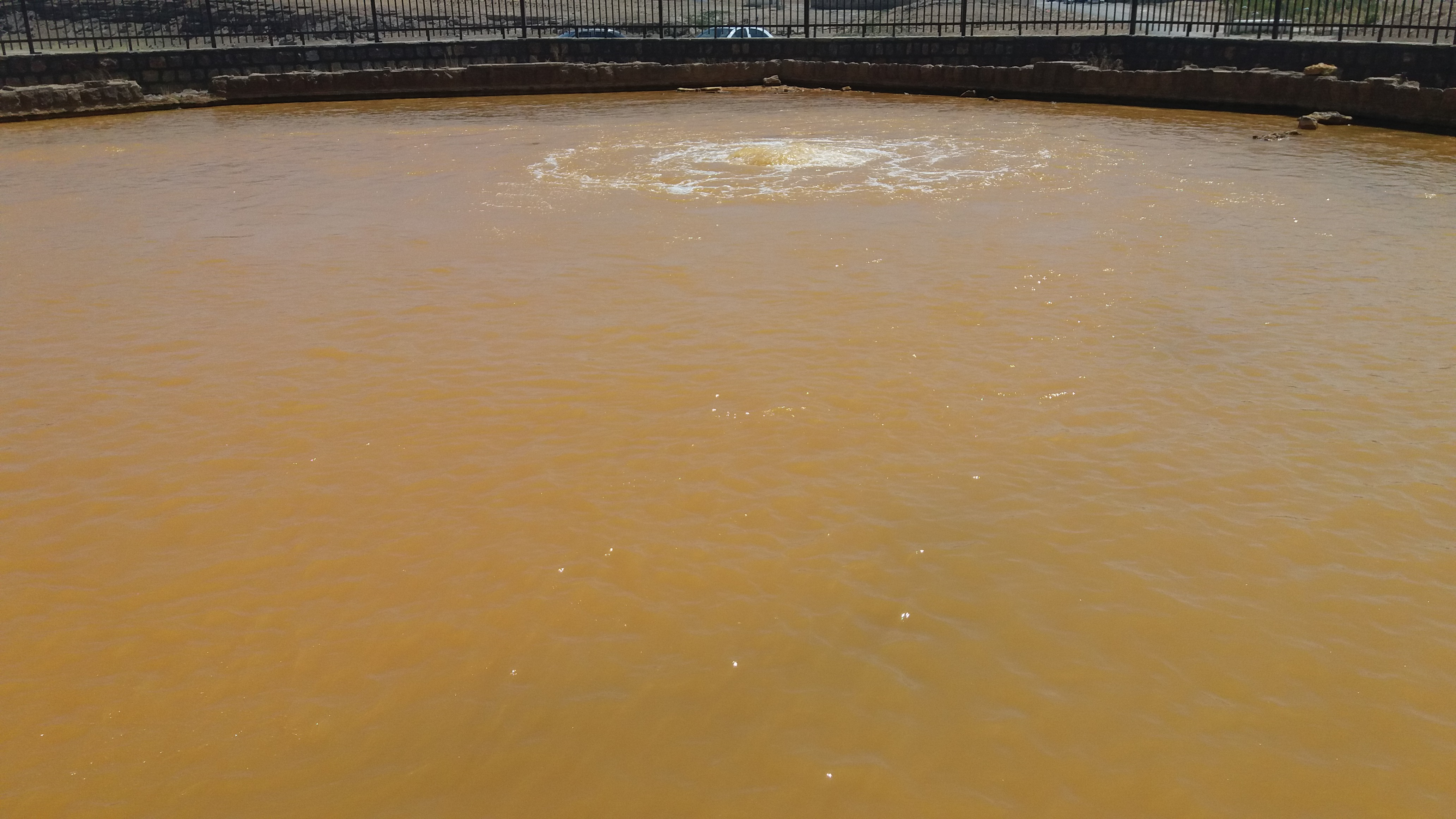
چشمه آب معدنی باباگرگر
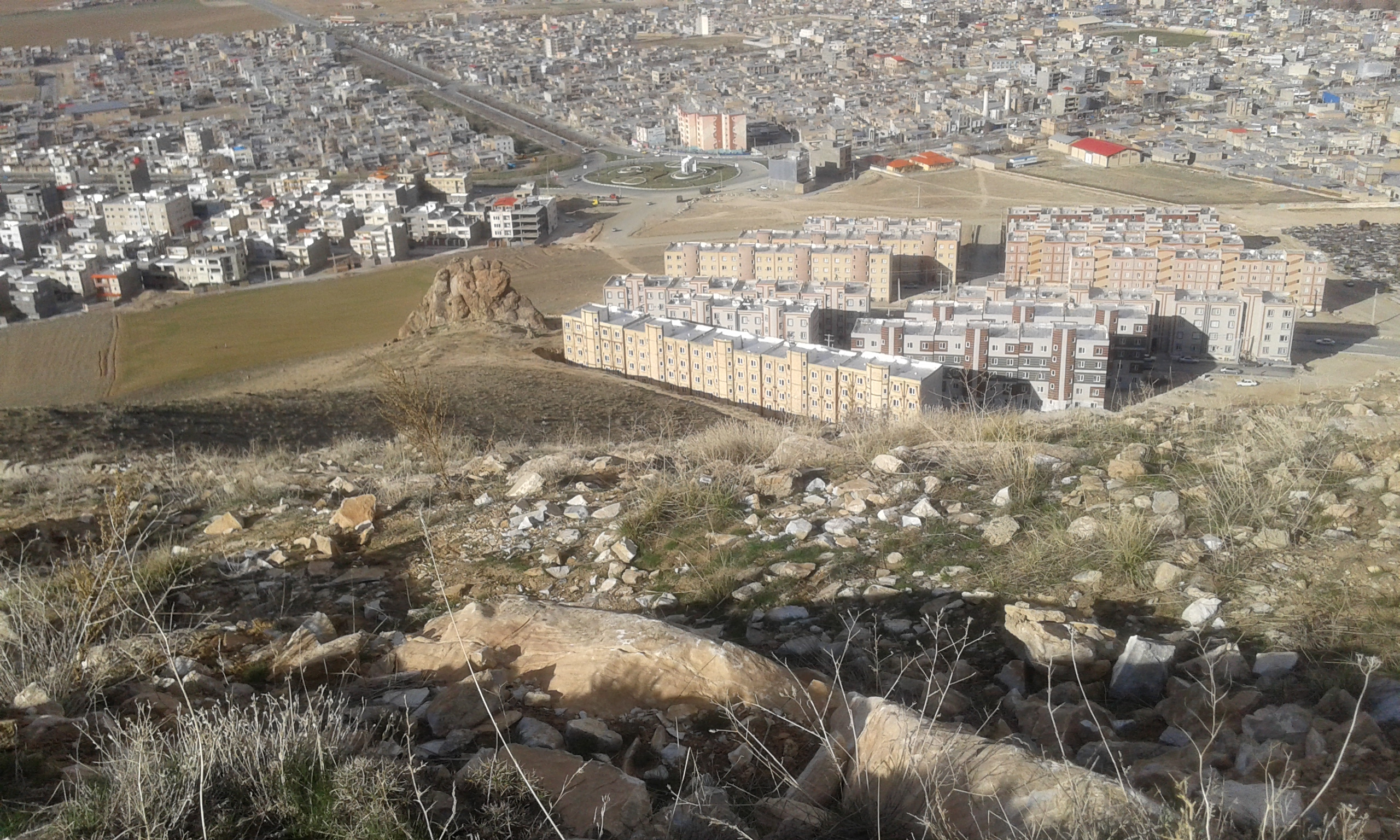
شهر قروه

## جغرافیای طبیعی
قروه منطقه‌ای است نیمه خشک و کوهستانی، این شهربین۴۷ درجه و۴۸ دقیقه طول جغرافیایی و ۳۵ درجه و۱۰ دقیقه عرض جغرافیایی قرار دارد. ارتفاع قروه از سطح دریا ۱۹۰۰متر می‌باشد که دارای زمستان بسیار سرد با برف‌های سنگین و تابستان نسبتاً گرم است.

### کوه‌های قروه
شهرستان قروه دارای ارتفاعات بسیاری است که مهم‌ترین آن‌ها عبارتند از کوه بدر، پریشان، دروازه، قلوز، پنجه علی، ابراهیم عطار، کوچک چرمگ، غفار خان، یوسف سیاه، شعبان کچل، خرسه ریه، سه زرده، سیناوند، درجنوب. وکوه رش، باش، ساری گونی در شمال غرب که مهم‌ترین قلها عبارتند از بدر و پریشان است.
کوه پریشان: در جنوب شرقی شهرستان قروه واقع شده‌است. برای رسیدن به دامنه این کوه، باحرکت از شهرستان قروه، ابتدا ۱۰ کیلومتر از مسیر جاده همدان طی می‌شود سپس به سمت راست تغییر مسیر داده (جاده فرعی کنار پادگان قدس) و پس از عبور از روستاهای میهم سفلی و علیا (تا این قسمت جاده آسفالت بوده و ادامه مسیر شن ریزی می‌باشد)، ولی آباد و نعمت‌آباد به دامنه کوه پریشان می‌توان رسید. این کوه از چهار قله صخره‌ای تشکیل شده که بلندترین آن قله پریشان می‌باشد که از دور همانند کوهانهای شتر (دوکوهانه) نمایان است.
کوه بدر: در جنوب شهرستان قروه و حد فاصل مرز استان کردستان و کرمانشاه با ارتفاع ۳۲۹۸ متر از سطح دریا قرار دارد. برای رسیدن به دامنه کوه، از این مسیرها می‌توان گذشت. از قروه به طرف روستاهای قلعه، سرتیپ آباد، امین آباد، پیر سلیمان و از آخرین روستا یعنی پیر سلیمان پناهگاه مشاهده می‌شود. در فصل تابستان از راه جیب رو تا منطقه چمنزار زیر یال پناهگاه می‌توان با ماشین رفت. بدر به نام کوه میهمین نیز معروف است زیرا این کوه بر دو قریه میهم محیط است.
چشم‌انداز بدر: این کوه در ارتفاع ۲۶۰۰ متری ضلع غربی بدر واقع شده که دارای آب گوارا می‌باشد و در فصل تابستان علاقمندان زیادی را به خود جذب می‌کند. کانی به زبان کردی یعنی چشمه، بنا به روایتی می‌گویند یکی از شاهان صفوی در زمان لشگرکشی در این محل اتراق نموده و این چشمه را پسندیده‌است.

## آثار باستانی و تاریخی
در شهرستان قروه ۱۶۵ اثر تاریخی به ثبت میراث فرهنگی کشور رسیده‌است که نماد تمدن کهن مردم این شهرستان است.

### پل فرهاد آباد
در ۴۵ کیلومتری شمال غرب قروه و در روستای فرهاد آباد پل تاریخی این روستا قرار دارد که به همین نام نیز مشهور است.
این پل از لحاظ معماری دارای هشت دهانه که چشمه وسط بزرگتر و نوع قوس‌های بکار رفته عموماً جناغی و مصالح بکار رفته در آن آجر است.
هرچند تاریخ دقیق ساخت پل مشخص نیست اما با توجه به شیوه معماری بکار رفته در آن به احتمال قوی از پل‌های دوران صفوی است و از آنجا که این پل در گذشته به عنوان راه مواصلاتی ناحیه قروه به سمت زنجان و مسیر عبور کاروانیان به‌شمار می‌رفت از اهمیت بالایی برخوردار بوده‌است و در دوران حکومت خسروخان اول مقارن حکومت زندیه مورد تعمیر و بازسازی قرار گرفت و در دوره حکومت قاجار نیز توسط فرهاد میرزا معتمدالدوله عموی ناصرالدین شاه نیز حاکم وقت کردستان مورد مرمت و بازسازی کامل قرار گرفت و به این دلیل به پل فرهاد آباد مشهور شد.

### صخره‌های تاریخی فرهاد تراش
در ۴۵ کیلومتری شرق شهرستان قروه و در روستای وینسار آثار سنگی مشاهده می‌شود که با نظم خاصی بریده شده و گفته می‌شود در زمان ساخت معبد آناهیتا از این سنگ‌ها استفاده شده‌است نحوه استحصال این سنگ‌ها به این طریق بوده که با ایجاد شیارهایی در سنگ چوب‌هایی در داخل شیارها تعبیه می‌شد و با کوبیدن چوب در سوراخ‌های ایجاده شده کانال‌هایی ایجاد و سپس، به دنبال آن کانال‌ها را از آب پر می‌کرده‌اند که بر اثر آن چوب‌ها باد کرده و موجب ایجاد بریدگی درسنگ می‌شده‌است.
این محوطه به تاریخ ۱۳۸۲ تحت شماره ۱۰۷۷۹ در ردیف آثار ملی کشور به ثبت رسیده‌است.

### حمام قصلان
روستای قصلان در ۶ کیلومتری شمال شرق قروه قرار دارد و تپه باستانی ضلع غربی آن که به شماره ۸۵۲۴ در تاریخ ۱۳۸۲ در ردیف آثار تاریخی به ثبت رسیده‌است دارای پیشینه‌ای بلندمدت در زمینه باستان‌شناسی و شناخت تاریخ و فرهنگ و هنر نیاکان این سرزمین است. دیگر اثر تاریخی روستا که قابلیت جذب گردشگر را داراست حمام قصلان است که جزئی از مجموعه بزرگ ارگ، بازار، مسجد و بناهای باشکوهی بوده که بنای آن به اواخر دوره زندیه و زمان حکومت خسرو خان اول والی وقت کردستان برمی‌گردد. هرچند امروزه دیگر بناها کاملاً از بین رفته و لیکن بقایا و خطوط اولیه آن‌ها باقیمانده‌است؛ حمام قصلان دارای قسمت‌های مختلفی همچون هشتی، حمام سرد، میاندر، حمام گرم و خلوتی خصوصی و عمومی و خزینه وتون است با تزیینات منحصر بفرد آهکبری با طرح‌های گیاهی، هندسی و انسانی و حیوانی مزین شده و در نوع خود قابل توجه است. بر اساس کتیبه‌ای که بر سر درب ورودی حمام نصب شده بود و اکنون در موزه سنندج نگهداری می‌شود این بنا در سال ۱۲۵۵ ه‍.ق در روزگار آصف حاکم وقت سنندج مجدداً تعمیر و مرمت شده‌است. این حمام تا اوایل انقلاب اسلامی مورد استفاده بوده که با احداث حمام جدید در روستا از رونق آن به تدریج کاسته شد و در سال ۱۳۷۹ به عنوان دومین اثر تاریخی شهرستان بعد از پل تاریخی فرهادآباد به شماره ۲۸۳۵ در ردیف آثار ملی کشور به ثبت رسید و در سال ۱۳۸۰ عملیات مرمت و تعمیرات توسط واحد حفظ و احیای مدیریت وقت میراث فرهنگی استان آغاز و از آن تاریخ تاکنون در چندین مرحله عملیات مرمت صورت پذیرفته‌است.
بر اساس برنامه‌ریزی تنظیم شده و با توجه به موقعیت و ویژگی شهرستان در خصوص دارا بودن معادن مختلف سنگ مقرر شده‌است که بعد از پایان امورات مرمتی و تعمیراتی حمام، ساختمان مذکور تبدیل به موزه سنگ و دست‌ساخته‌های سنگی منطقه شود.

### امامزاده سید جلال الدین
بنای اولیه آن به دوره صفویه بر می‌گردد بر اساس اطلاعاتی که از کتاب‌های قدیمی به دست آمده، نسبت شریف آن حضرت با چند واسطه به امام محمد باقر علیه‌السلام می‌رسد.
مقبره امامزاده از چند بخش تشکیل شده، اتاق اصلی و گنبدی شکل آن در بخش جنوبی و اتاق‌های دیگر در ضلع شرقی جای دارد چشمه آب معدنی باباگرگر ترکیبی گوگردی دارد که احتمالاً از دهانه یک آتشفشان خاموش بیرون می‌آید و برای درمان بسیاری از بیماری‌های پوستی مفید است آب چشمه از دل زمین می‌جوشد و در استخر دایره‌ای شکل جمع می‌شود و منظره جالبی را به وجود آورده‌است در این محل چشمه‌های آهک‌ساز فراوان، برجستگی‌هایی به وجود آورده‌اند که مشهورترین آن‌ها اژدها نام دارد. این پدیده در حدود ۳۰۰ متر طول، ۵ متر ارتفاع و پهنایی بین ۴ تا ۷ متر دارد.
در شرق و شمال‌شرقی اژدها چند برجستگی در جهات مختلف، اما کوچک‌تر از آن وجود دارد که محل شکاف خروج آب هنوز در وسط آن به چشم می‌خورد. این برجستگی‌های کوچک را دست‌های اژدها می‌نامند.
هر ساله جمع قابل توجهی از گردشگرانی که به شهرستان قروه سفر می‌کنند چند ساعتی از سفر خود را برای زیارت این امام زاده و دیدن جاذبه‌های گردشگری این منطقه اختصاص می‌دهند.
افسانه‌های زیادی در مورد کرامات این امامزاده وجود دارد به قول قدیمی‌ها این تخته سنگ اژدهایی که پشت آن شکافی قرار دارد واقعی بوده و به فرمان این امامزاده به سنگ تبدیل شده‌است.

## محلات شهر
محله‌های شهر قروه عبارتند از:قیلر (خیابان کارگر).
رئوفی. مطهری. مدرس. فرمانداری. پشت شهرداری. کشتارگاه قدیم. تختی. اورژانس. بوعلی. ثبت احوال. دانش. فرهنگیان. عرفه. بعثت. بسیج. قائم. جهاد. بهداری. زایشگاه. شرکت گاز.